# St. Nikolaus (Wörth am Main)

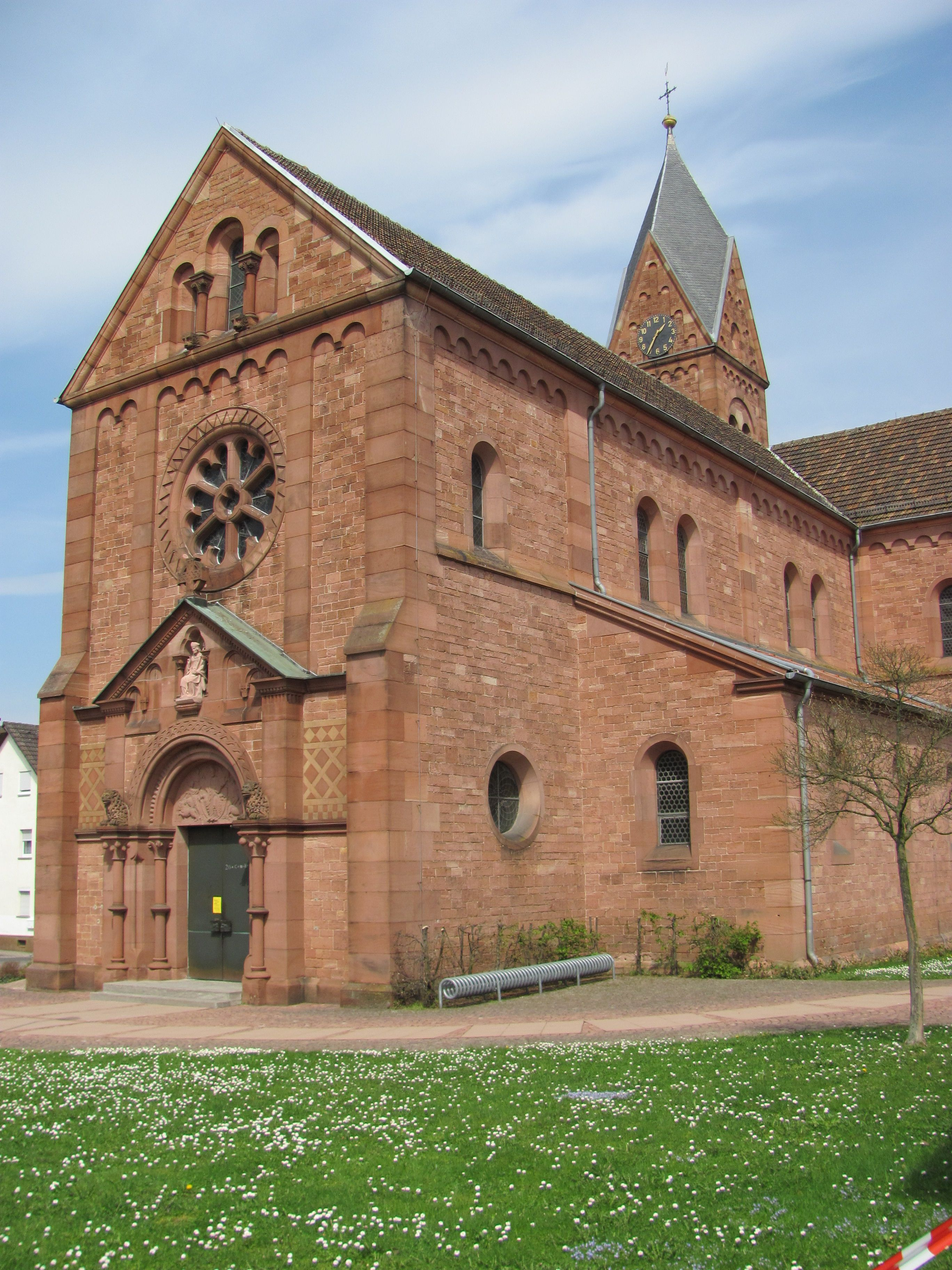
Ansicht von Westen

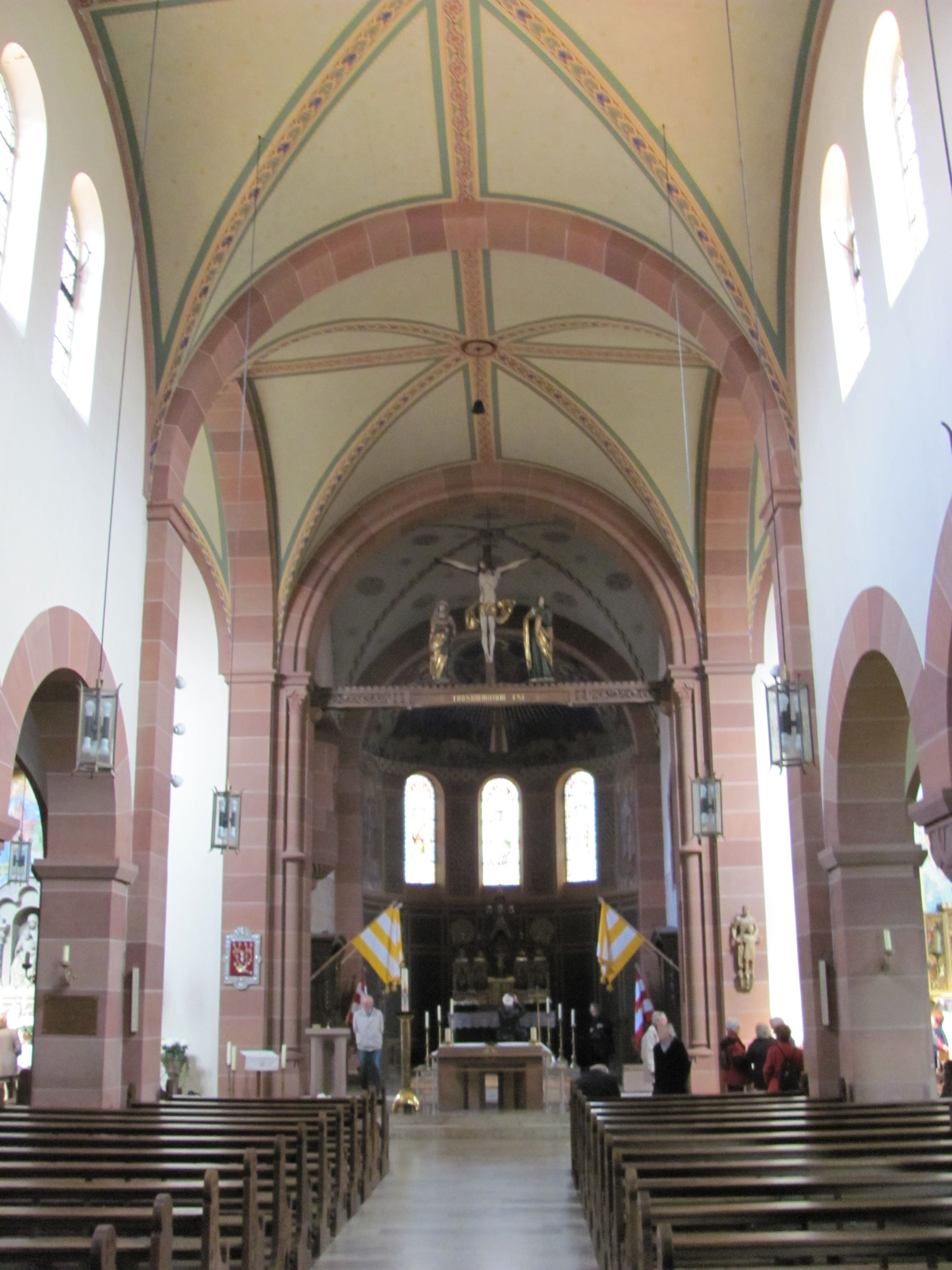
Mittelschiff nach Osten

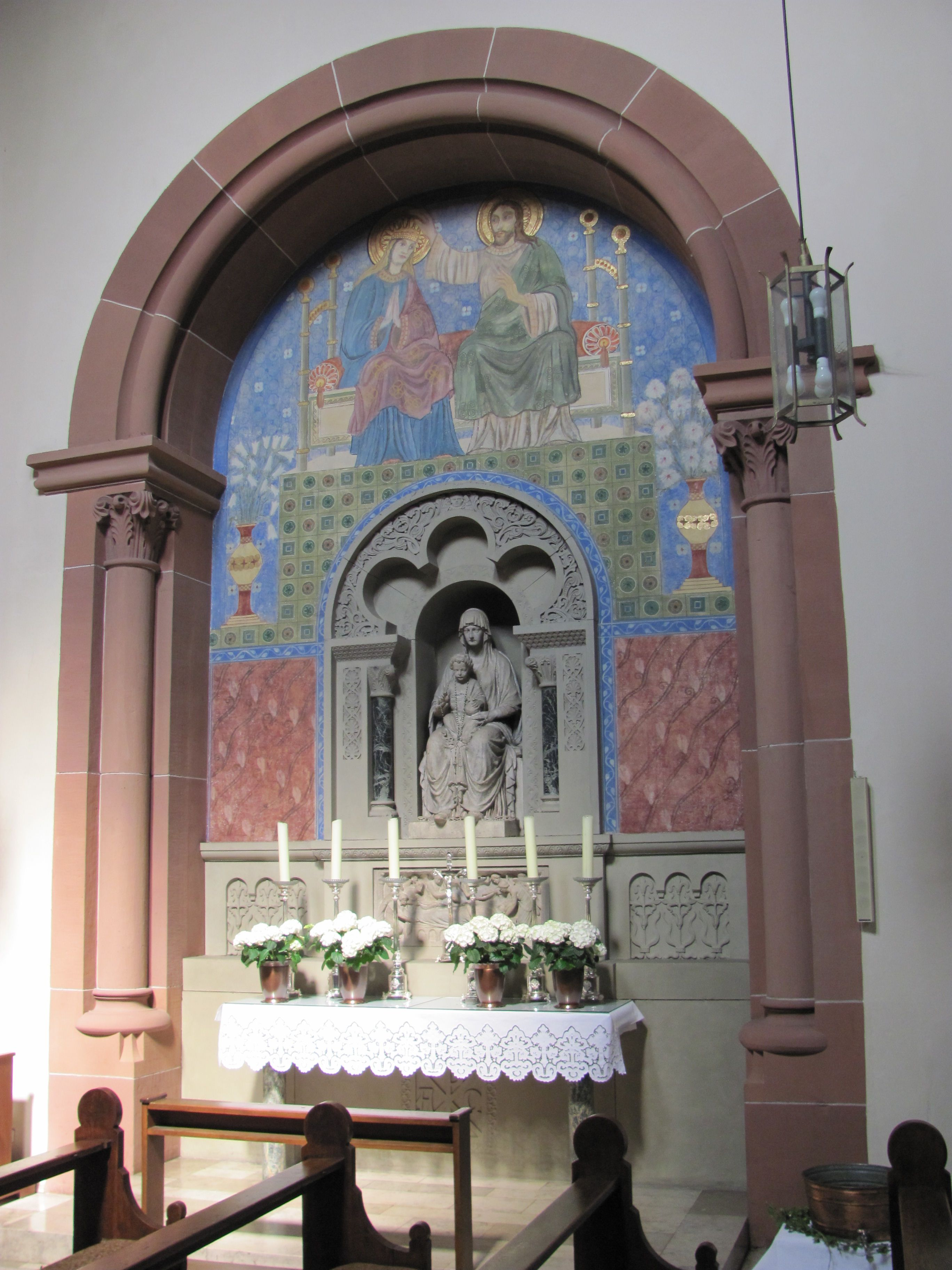

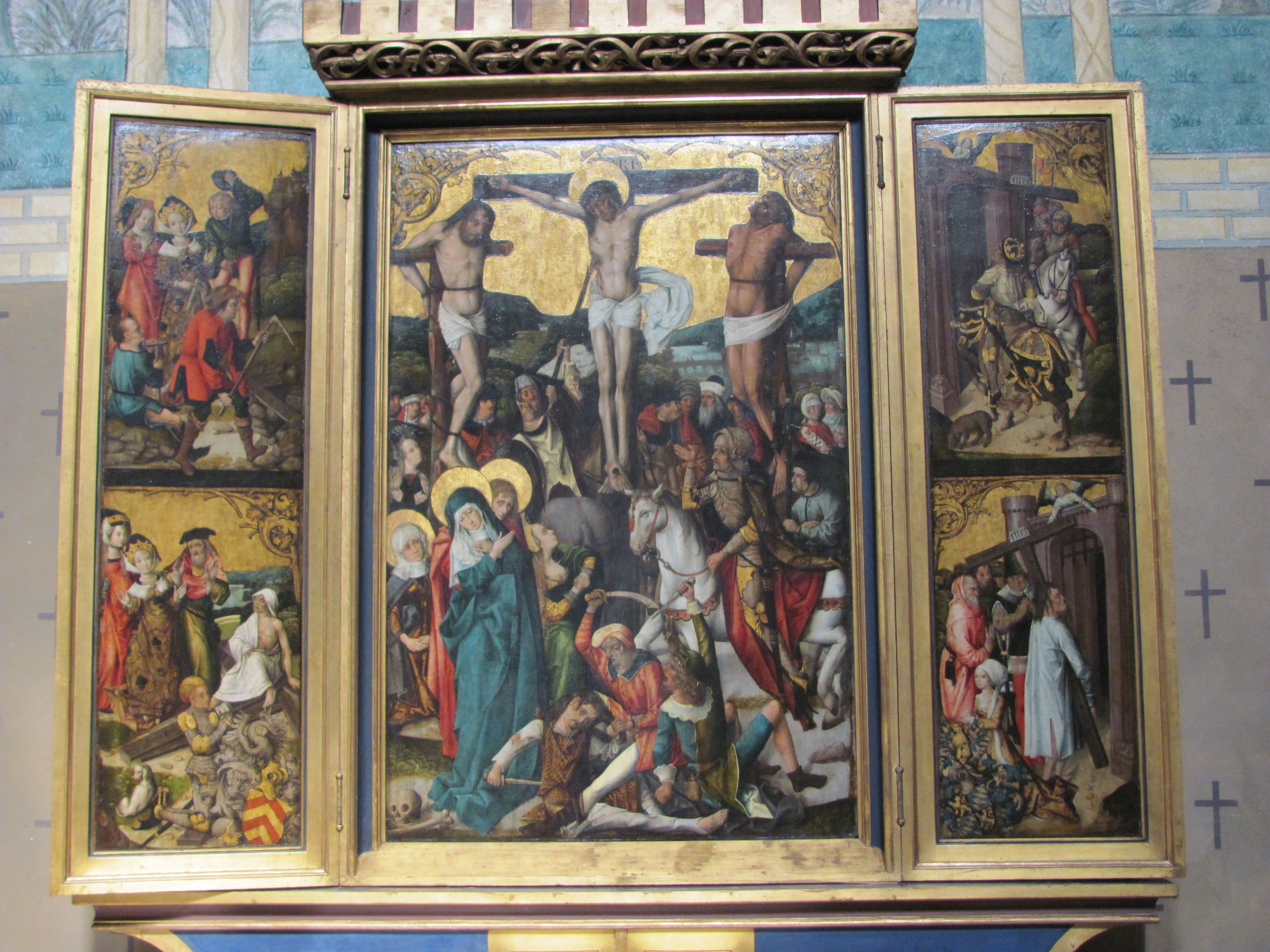
Wörther Altar

Die römisch-katholische Pfarrkirche St. Nikolaus ist historisch die dritte Kirche von Wörth am Main.

## Vorgeschichte
Von der ältesten Kirche des Ortes, einem mittelalterlichen Bauwerk, das dem Heiligen Martin geweiht war, ist nur noch der gotische Chor erhalten, der um 1400 datiert und heute als Friedhofskapelle dient.
Baulich folgte dieser ersten Kirche die ehemalige Pfarrkirche St. Wolfgang. Sie ist zwar seit 1328 nachgewiesen, ihre ältesten erhaltenen Bauteile stammen aber erst aus der zweiten Hälfte des 15. Jahrhunderts. Der Turm wurde 1631 im oberen Teil aufgestockt oder gänzlich erneuert, das Kirchenschiff stammt aus den Jahren 1729–1748. Diese zweite Kirche wurde 1903 zugunsten von St. Nikolaus profaniert und beherbergt heute das Schifffahrts- und Schiffbaumuseum Wörth am Main.
Da der Ortskern wiederholt schwer unter dem Hochwasser des Mains zu leiden hatte, wurde nach der Flut von 1882 der höher gelegene Stadtteil Neu-Wörth als Plansiedlung mit geometrischem Grundriss errichtet.

## Gebäude
Dort entstand die Kirche St. Nikolaus ab 1897. Sie wurde 1898 durch Bischof Ferdinand von Schlör geweiht. Errichtet wurde eine dreischiffige Basilika auf kreuzförmigem Grundriss in neuromanisch-byzantinischen Formen nach Plänen von Josef Schmitz, Nürnberg. Der Hauptturm ist im Winkel zwischen Chor und nördlichem Querschiff angeordnet. Neben dem Seiteneingang befindet sich eine Ölberggruppe mit fast lebensgroßen Figuren.

## Ausstattung
Ein Teil der Ausstattung aus der ehemaligen Pfarrkirche St. Wolfgang wurde beim Umzug der Gemeinde mitgenommen und in der neuen Pfarrkirche aufgestellt. Dazu zählt vor allem der Wörther Altar. Die im Übrigen erbauungszeitlich üppige Ausstattung ist überwiegend erhalten.

## Orgel
Die Orgel der St.-Nikolaus-Kirche wurde im Jahre 1934 von dem Musikinstrumentenhersteller Philipps (Aschaffenburg) erbaut. Der Bau wurde zunächst von Seiten einiger Konkurrenz-Unternehmen zu verhindern versucht, unter Hinweis auf den jüdischen Ursprung der Firma Philipps. Nachdem dieses Instrument später den Klangvorstellungen der Orgelbewegung angepasst wurde, ist das Instrument 1989 durch die Orgelbaufirma Gustav Weiß (Zellingen) umfassend überholt und teilweise in den Ursprungszustand zurückversetzt worden. Das Instrument hat heute 24 Register auf zwei Manualen und Pedal (Kegelladen). Die Spiel- und Registertrakturen sind elektropneumatisch.
| I Hauptwerk C–f3 |               |       |
| 1.               | Principal     | 8′    |
| 2.               | Hohlflöte     | 8′    |
| 3.               | Oktave        | 4′    |
| 4.               | Klein Gedackt | 4′    |
| 5.               | Nasat         | 2 ⁄3′ |
| 6.               | Schwiegel     | 2′    |
| 7.               | Mixtur V      | 1 ⁄3′ |
| 8.               | Trompete      | 8′    |

| II Schwellwerk C–f3 |                  |       |
| 9.                  | Lieblich Gedackt | 8′    |
| 10.                 | Salicional       | 8′    |
| 11.                 | Prästant         | 4′    |
| 12.                 | Nachthorn        | 4′    |
| 13.                 | Sesquialta II    | 2 ⁄3′ |
| 14.                 | Oktave           | 2′    |
| 15.                 | Waldflöte        | 2′    |
| 16.                 | Sifflöte         | 1 ⁄3′ |
| 17.                 | Mixtur IV        | 1 ⁄3′ |
| 18.                 | Krummhorn        | 8′    |

| Pedal C–f1 |              |     |
| 19.        | Subbaß       | 16′ |
| 20.        | Zartbaß      | 16′ |
| 21.        | Violonbaß    | 16′ |
| 22.        | Oktavbaß     | 8′  |
| 23.        | Principalbaß | 4′  |
| 24.        | Posaune      | 16′ |

- Koppeln:
  - Normalkoppeln: II/I, I/P, II/P
  - Superoktavkoppel: II/I
- Spielhilfen: Feste Kombinationen (p, mf, f, tutti), zwei freie Kombinationen, Crescendowalze, Absteller

## Glocken
Im Kirchturm hängt ein fünfstimmiges Glockengeläut, das von der Gießerei Friedrich Wilhelm Schilling aus Heidelberg 1963 gegossen wurde.
| Nr. | Name            | Durchmesser | Gewicht | Ton | Umschrift                                                                                             |
| --- | --------------- | ----------- | ------- | --- | --- |
| 1   | Nikolausglocke  | 1504 mm     | 2031 kg | c′  | Wenn Versuchung im Herzen, wenn Not im Haus, wenn Gefahr auf den Wogen, dann schütze uns St. Nikolaus |
| 2   | Wolfgangsglocke | 1252 mm     | 1311 kg | es′ | Ich künde Gottes Lob und Ehr, groß ist ob allem Ding nur er                                           |
| 3   | Marienglocke    | 1120 mm     | 0911 kg | f′  | Gnade und Einheit, Liebe und Frieden, sei durch Maria uns allen beschieden                            |
| 4   | Martinsglocke   | 1018 mm     | 0710 kg | g′  | Ich ruf ins Herz euch Christi Lieb und Erbarmen, daß ihr begegnet ihm in jedem Armen                  |
| 5   | Josefsglocke    | 0910 mm     | 0506 kg | b′  | St. Josef führ im letzten Streit uns heim in Gottes Herrlichkeit                                      |